# VOD.pl
VOD.pl – polski internetowy serwis wideo na życzenie działający w latach 2012–2024.
W ofercie serwisu znajdowały się programy grupy TVN Warner Bros. Discovery, a także zewnętrznych partnerów, m.in.: Paramount Networks, Red Bull TV oraz SPI International. Serwis dostępny był z poziomu przeglądarki na komputerze, smartfonie i tablecie oraz jako aplikacja na innych najbardziej popularnych platformach, w tym smart TV.

## Historia
21 września 2012 roku Onet uruchomił serwis, który w swojej ofercie, prócz seriali (ponad 1000 odcinków) i programów telewizyjnych, posiadał także bazę 700 filmów ze światowej i polskiej kinematografii. vod.pl prezentował także filmy i dokumenty nagradzane na światowych festiwalach, a także kultowe kino polskie. W sumie ponad 3000 godzin materiałów video. Serwis dostępny był na urządzeniach z systemem Android (system operacyjny) oraz IOS, a także telewizorach. 
W październiku 2022 roku wydawca serwisu podjął decyzję o jego zamknięciu w grudniu 2022 roku. Ostatecznie Ringier Axel Springer Polska sprzedał serwis Grupie TVN, która od 14 lutego 2023 roku była jego właścicielem.
W październiku 2023 roku w serwisie udostępniono kanały TVN Warner Bros. Discovery dostępne bezpłatnie drogą naziemną: TVN, TVN 7, TTV oraz Metro.
W styczniu 2024 roku grupa TVN Warner Bros. Discovery podjęła decyzję o zamknięciu serwisu internetowego VOD.pl w związku z uruchomieniem w Polsce platformy Max należącej do koncernu Warner Bros. Discovery, która zastąpiła serwis HBO Max oraz zbyt dużą liczbą serwisów wideo na życzenie należących do tego samego właściciela. 
31 stycznia 2024 roku serwis został zlikwidowany, zaś darmowa część serwisu VOD.pl trafiła wtedy do należącego do tej samej grupy medialnej serwisu internetowego Player.pl, na który przekierowuje adres URL serwisu internetowego VOD.pl.